# GLUT2
GLUT2（glucose transporter type 2）またはSLC2A2（solute carrier family 2 [facilitated glucose transporter], member 2）は、細胞膜を越えたグルコースの移動を可能にする膜貫通タンパク質であり、肝臓と血液の間のグルコースの移動の主要なトランスポーターである。GLUT4とは異なり、促進拡散はインスリンに依存していない。
ヒトでは、このタンパク質はSLC2A2遺伝子にコードされる。

## 組織分布
GLUT2は次に挙げる組織の細胞膜に存在する。
- 肝臓（主な存在部位）
- 膵臓β細胞（マウスでは最も多い。ヒトではGLUT1、GLUT3（英語版）についで3番目）[4]
- 脳下垂体（あまり重要ではない）
- 小腸の側底膜。頂端膜における存在も示唆されている[5]。
- 腎尿細管細胞の側底膜[6]

## 機能
GLUT2のグルコース輸送能は大きいが親和性は低い（KMはおよそ15–20 mM）ため、齧歯類の膵臓β細胞ではグルコースセンサーの一部として機能するが、ヒトのβ細胞におけるGLUT2の役割は大きくないようである。非常に効率的なグルコース輸送体である。GLUT2はグルコサミンも輸送する。

## 臨床的意義
SLC2A2遺伝子の欠陥は、ファンコニ・ビッケル症候群（Fanconi-Bickel syndrome）と呼ばれる特定の型（XI型）の糖原病と関係している。

特に血糖値が平均以上の場合、GLUT2は浸透圧調節に重要であり、浮腫による脳梗塞、一過性脳虚血発作、昏睡を防止する。
SLC2A2は、肝細胞癌患者の臨床病期と関連し、また全生存率と独立して関連しており、肝細胞癌の新たな予後因子となると考えられる。